# Гауз (Нью-Мексико)
Гауз (англ. House) — селище (англ. village) в США, в окрузі Квей штату Нью-Мексико. Населення — 56 осіб (2020).

## Географія
Гауз розташований за координатами 34°38′58″ пн. ш. 103°54′14″ зх. д. / 34.64944° пн. ш. 103.90389° зх. д. (34.649450, -103.903750).  За даними Бюро перепису населення США в 2010 році селище мало площу 2,37 км², уся площа — суходіл.

## Демографія
Згідно з переписом 2010 року, у селищі мешкало 68 осіб у 30 домогосподарствах у складі 25 родин. Густота населення становила 29 осіб/км².  Було 42 помешкання (18/км²).
Расовий склад населення:
| - 100,0 % — білих |

До двох чи більше рас належало 0,0 %. Частка іспаномовних становила 11,8 % від усіх жителів.
За віковим діапазоном населення розподілялося таким чином: 8,8 % — особи молодші 18 років, 57,4 % — особи у віці 18—64 років, 33,8 % — особи у віці 65 років та старші. Медіана віку мешканця становила 57,5 року. На 100 осіб жіночої статі у селищі припадало 100,0 чоловіків;  на 100 жінок у віці від 18 років та старших — 106,7 чоловіків також старших 18 років.
Цивільне працевлаштоване населення становило 22 особи. Основні галузі зайнятості: освіта, охорона здоров'я та соціальна допомога — 40,9 %, транспорт — 18,2 %, виробництво — 13,6 %, сільське господарство, лісництво, риболовля — 9,1 %.